# Falkeröds lindskog

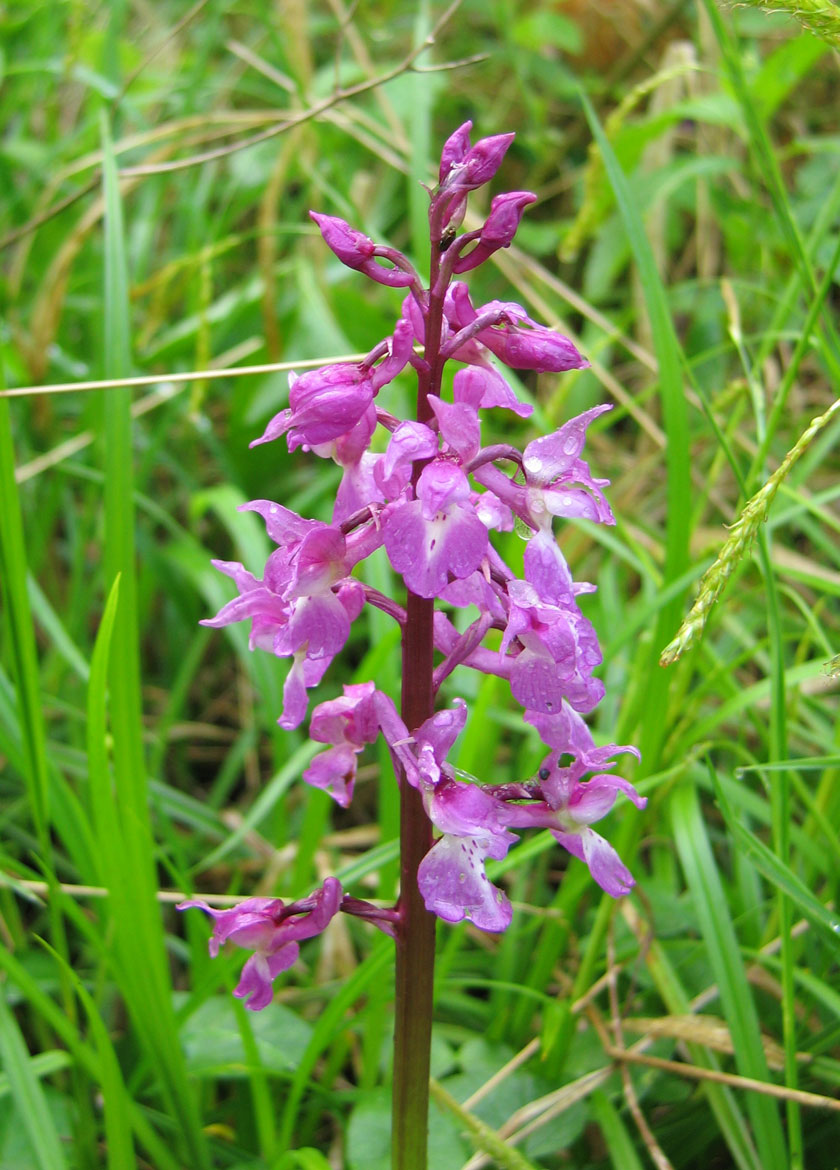
Sankt Pers nycklar

Falkeröds lindskog är ett naturreservat i Tanums socken i Tanums kommun i Bohuslän.
Området är skyddat sedan 2002 och omfattar 1 hektar. Det är beläget i omedelbar närhet till Grebbestads samhälle.
Inom reservatet finns en gammal klapperstensstrand från den tid då området låg vid havsytan. Där finns även rikligt med block. Inslaget av träd domineras av lind. Enstaka inslag, ofta i kanterna, utgör alm, ek, lönn, oxel, asp och björk. Bland alla förekommande växter nämns här blåsippa, gullviva och Sankt Pers nycklar. Floran antyder att det finns skalgrus i marken. Förekomsten av fällmossa och guldlockmossa indikerar område med höga naturvärden.
Naturreservatet ligger invid Falkeröds hembygdsgård.